# Tositumomab
Le tositumomab est anticorps monoclonal murin IgG2a anti‑CD20 conjugué à l'iode 131. L'action thérapeutique résulte de la capacité de ciblage de l'anticorps monoclonal associée à l'effet antitumoral des radiations dues au radionucléide, essentiellement par émission de particules β-. Il est ainsi commercialisé sous le nom de Bexxar. 

## Indications
Le tositumomab est indiqué dans le traitement de patients atteints de lymphomes non-hodgkiniens réfractaires aux autres thérapeutiques.